# 渡辺繁
渡辺 繁（わたなべ しげる、1957年4月14日 - ）は、日本の実業家、アニメーションプロデューサー。福島県平市（現：いわき市）出身。株式会社スカイフォール専務取締役。

## 略歴
大学卒業後、1981年にバンダイグループのポピーに入社し、村上克司の下で怪獣ブーム再来を狙った「リアルホビー」の企画開発に携わる。
1983年3月、映像事業立ち上げのためバンダイ・フロンティア事業部へ異動し、特撮・アニメを中心としたビデオレーベル「EMOTION」の設立、世界初のOVA『ダロス』製作、特撮専門誌「シネフェックス (Cinefex) 日本版」創刊などに関わる。以後、バンダイ初の自主製作映画『王立宇宙軍 オネアミスの翼』を始めとして『GHOST IN THE SHELL / 攻殻機動隊』『人狼 JIN-ROH』『メトロポリス』『スチームボーイ』などの劇場作品、『電脳コイル』『攻殻機動隊 STAND ALONE COMPLEX』シリーズなどのテレビ番組をプロデュースする。また、ディズニー映画の国内セルスルー販売や、シド・ミードの映像付き作品集『KRONOLOG（クロノログ）』の企画などに携わる。
1997年6月、バンダイビジュアル取締役社長に就任。同年10月、大型プロジェクト「デジタルエンジン構想」を発表する。
1999年5月、同社専務取締役映像事業部本部長に異動。「映像ソフト作りに直接関わりたい」ため、2年間で社長退任を申し出る。
2001年、第21回藤本賞奨励賞を受賞。2004年、第9回アニメーション神戸特別賞を受賞。
2006年3月、エモーション（旧エモーションミュージック）取締役社長に就任。
2011年、東日本大震災発生とともに30年勤務したバンダイナムコグループを退社。
2018年、元アニプレックス・A-1 Pictures社長の植田益朗と株式会社スカイフォール (Skyfall) を設立。

## エピソード
- 大学時代にウルトラマンの着ぐるみショーのアルバイトをした時、夢中でショーを観ている子供の瞳がきれいで、「ウルトラマンのようなヒーローを作りたい」と思った[16]。ショーが終わって着ぐるみを脱ぐと中に「ポピー」とスポンサー名が書いてあり、こういう会社ならヒーローが作れると思い、親会社のバンダイの入社試験を受けた[16]。
- バンダイが映像事業に参入したのは、六本木に設営していたアンテナショップが大赤字になり、「うちはメーカーだから、何かを作って赤字を埋めよう」「ビデオはどうだ?」と考えたため[17]。渡辺は「映画に詳しいようだから」という大まかな理由で、ポピーから転属を命じられた[17]。当初は予算もノウハウも無く、メジャー映画の版権など買えないので、まだニッチなジャンルだったアニメを取り扱うことになった[17]。
- EMOTIONレーベル設立にあたり、渡辺はイースター島のモアイ像をモチーフにしたロゴマークを考案した（デザインは読売広告社のデザイナーに依頼した）[5]。高校時代に見たNHK放送開始50周年記念番組「未来への遺産」で紹介されたモアイ像がヒントになったという[5]。デザイン初案ではモアイ像は1体のみだったが、「人々の顔」にみえるよう、大小2体を並べるデザインにした[5]。また、ポピー時代から培ってきた反骨精神のあらわれとして、バンダイのロゴマーク（赤い四角形の中に白文字の「BANDAI」）に対抗して、三角形の中に黄色と紺色という配色にした[7]。
- 元バンダイナムコゲームス社長の鵜之澤伸は、1981年の同期入社組。EMOTIONレーベル設立時、渡辺はホビー事業部から鵜之澤を獲得するためバンダイ創業者の山科直治会長宅に出向いて直談判した[18]。
- バンダイの『王立宇宙軍』製作は、DAICON FILMの岡田斗司夫が渡辺のところへ企画書を持ち込んだことから始まる（渡辺はポピーでリアルホビーを担当していた頃、ゼネラルプロダクツ関係者と知り合った）[19]。渡辺は映画作りの素人ながら、役員会へのプレゼンテーションから作品完成まで3年間、GAINAXの制作を献身的にサポートした[20][21][22][23]。映画公開後は燃え尽き症候群から鬱病になり、7カ月間会社を休職した[24]。この頃の経験があまりにも濃すぎたので、『トップをねらえ2!』まで16〜17年間はGAINAX作品に携わらなかった[16]。

## 作品
出典：映画.com、allcinema、Movie Walker

### テレビ
- 1993年 ウルトラマンパワード（プロデューサー）
- 1997年 EAT-MAN（企画）
- 1998年 魔法のステージ ファンシーララ（企画）
- 1999年 魔法使いTai!（企画）
- 1999年 宇宙海賊ミトの大冒険（企画）
- 1999年 魔装機神サイバスター（企画）
- 1999年 天使になるもんっ!（エグゼクティブプロデューサー）
- 1999年 魔装機神サイバスター（企画）
- 1999年 十兵衛ちゃん-ラブリー眼帯の秘密-（企画）
- 1999年 星界の紋章（企画）
- 2000年 妖しのセレス（製作）
- 2000-2001年 星界の戦旗（企画）
- 2002年 攻殻機動隊 STAND ALONE COMPLEX（企画）
- 2004年 攻殻機動隊 S.A.C. 2nd GIG（企画）
- 2005年 IGPX（企画）
- 2006年 攻殻機動隊 STAND ALONE COMPLEX Solid State Society（企画）
- 2007年 電脳コイル（プロデューサー）

### 映画
- 1987年 オネアミスの翼 王立宇宙軍（企画）
- 1987年 漂流教室（企画協力）
- 1991年 ケルベロス-地獄の番犬（エグゼクティブプロデューサー）
- 1993年 機動警察パトレイバー 2 the Movie（宣伝プロデューサー）
- 1993年 仮面ライダーZO（プロデューサー）
- 1994年 ゼイラム2（企画）
- 1995年 マクロス7 銀河がオレを呼んでいる!（製作）
- 1995年 ユンカース・カム・ヒア（企画）
- 1995年 GHOST IN THE SHELL / 攻殻機動隊（エグゼクティブプロデューサー）
- 1995年 MEMORIES（製作）
- 1997年 音響生命体ノイズマン（企画）
- 1997年 タオの月（製作）
- 1998年 ウルトラマンティガ&ウルトラマンダイナ 光の星の戦士たち（製作総指揮）
- 1998年 ウルトラニャン2 ハッピー大作戦（製作）
- 1998年 HANA-BI（企画協力）
- 1998年 新機動戦記ガンダムW Endless Waltz -特別篇-（企画）
- 1998年 とつぜん!ネコの国 バニパルウィット（エグゼクティブプロデューサー）
- 1998年 SPRIGGAN スプリガン（エグゼクティブプロデューサー）
- 1998年 クジラの跳躍 Glassy Ocean（エグゼクティブプロデューサー）
- 1999年 ウルトラマンティガ・ウルトラマンダイナ&ウルトラマンガイア 超時空の大決戦（製作）
- 1999年 ウルトラマンM78劇場 Love & Peace（製作）
- 1999年 逮捕しちゃうぞ the MOVIE（製作）
- 1999年 CLOVER（企画）
- 1999年 劇場版カードキャプターさくら（企画）
- 2000年 人狼 JIN-ROH（エグゼクティブプロデューサー）
- 2000年 劇場版カードキャプターさくら 封印されたカード（製作）
- 2000年 劇場版 ケロちゃんにおまかせ！（製作）
- 2001年 メトロポリス（企画）
- 2001年 アヴァロン（エグゼクティブプロデューサー）
- 2002年 WXIII 機動警察パトレイバー（エグゼクティブプロデューサー）
- 2002年 ミニパト（企画）
- 2004年 スチームボーイ（企画・エグゼクティブプロデューサー）
- 2006年 立喰師列伝（エグゼクティブプロデューサー）
- 2008年 スカイ・クロラ The Sky Crawlers（製作）
- 2012年 ももへの手紙（企画）
- 2012年 グスコーブドリの伝記（プロデュース）

### ビデオ
- 1986年 アーバンスクウェア 琥珀の追撃（企画）
- 1992年 甲竜伝説ヴィルガスト（企画）
- 1993年 仮面ライダーSD 怪奇クモ男（企画）
- 1993-1995年 ジャイアントロボ外伝 素足のGinRei（製作）
- 1993年 超時空世紀オーガス02（企画）
- 1993年 特捜戦車隊ドミニオン（製作）
- 1994年 逮捕しちゃうぞ（プロデューサー）
- 1994年 ジェノサイバー 虚界の魔獣（企画）
- 1994年 I・Я・I・A ZЁIЯAM THE ANIMATION（企画）
- 1994年 疾風!アイアンリーガー 銀光の旗の下に（スーパーバイザー）
- 1995年 秘境探検ファム&イーリー（企画）
- 1996年 魔法使いTai!（企画）
- 1996年 シャーマニックプリンセス（企画）
- 1996年 鉄腕バーディー（製作）
- 1996年 オリジナルビデオシリーズ ふしぎ遊戯（製作）
- 1997年 サクラ大戦 桜華絢爛（エグゼクティブプロデューサー）
- 1997年 超光速グランドール（企画）
- 1997年 AIKa（企画・製作）
- 1997年 ふしぎ遊戯 第2部（製作）
- 1999年 てなもんやボイジャーズ（企画）
- 1999年 メルティランサー The Animation（製作）
- 2000年 星界の断章 -誕生-（企画）
- 2000年 真ゲッターロボ対ネオゲッターロボ（製作）
- 2002年 戦闘妖精雪風（製作）
- 2005年 星界の戦旗III（企画）
- 2006年 トップをねらえ2!（企画）